# Susan Wolf
Pour les articles homonymes, voir Wolf.
Ne doit pas être confondu avec Susan Wolfe.
Susan Rose Wolf (née en 1952) est une philosophe américaine. Son champ principal d'intervention est l'éthique. Elle enseigne la philosophie à l'université de Caroline du Nord à Chapel Hill. Elle a auparavant enseigné à l'université Johns-Hopkins (1986-2002), à l'université du Maryland (1981-1986) et à l'université Harvard (1978-1981).

## Biographie
Wolf a obtenu une licence de philosophie et de mathématiques à Yale en 1974, suivie en 1978 d'un doctorat en philosophie de l'université de Princeton, sous la direction de Thomas Nagel.
Après avoir achevé son doctorat, Wolf a commencé sa carrière en enseignant à l'université Harvard. En 1981, elle a obtenu un poste à l'université du Maryland. De 1986 à 2002, elle a enseigné à l'Université Johns-Hopkins, où elle est devenue présidente du département de philosophie. Elle est professeur émérite à l'université de Caroline du Nord à Chapel Hill depuis 2002. Son mari, Douglas MacLean, enseigne également la philosophie à Chapel Hill.

## Contribution philosophique
Le travail de Wolf porte principalement sur la relation entre la liberté, la moralité, le bonheur et le sens de la vie. Son livre Freedom Within Reason (Oxford, 1990) plaide pour une vision du libre arbitre comme capacité de faire ce que l'on pense raisonnablement être la bonne chose, afin de concevoir la responsabilité et le sentiment d'autonomie au sein d'un univers déterministe. 
Wolf aborde la question du sens de la vie dans son essai: Le bonheur et le sens: deux aspects de la bonne vie (Happiness and Meaning: Two Aspects of the Good Life,), dans lequel elle résume son point de vue: «Le sens surgit lorsque l'attraction subjective rencontre l'attractivité objective. Le sens surgit lorsque le sujet découvre ou développe une affinité pour une ou typiquement plusieurs des choses les plus significatives ... " . En d'autres termes, vivre une vie significative consiste en un engagement actif tourné vers des entités objectivement valables. Cette réflexion se prolonge dans Le sens dans la vie et pourquoi ça compte(Meaning In Life and Why It Matters,). Thibault Zuppinger en résume la thèse ainsi "Le sens d’une vie n’est réductible ni à la recherche du bonheur, ni à l’exercice de la moralité. Il s’agit de penser une troisième voie, irréductible, qui doit sans cesse être maintenue face à la dichotomie bonheur/morale. Cela signifie qu’il ne serait pas irrationnel de passer du temps pour des choses qui ne maximisent pas notre propre bien-être et qui ne sont pas non plus moralement parfaites."
Wolf a également écrit de nombreux articles de philosophie morale, en particulier sur le problème de la chance morale (moral luck) issu de Berand Williams et Thomas Nagel, dans lesquels elle propose une réconciliation entre les positions rationalistes et irrationnalistes. Elle a également publié un article influent intitulé "Moral Saints" dans lequel elle critique l'idée qu'une personne moralement parfaite représente un modèle éthique effectif.

## Prix et distinction
Wolf a été élu membre de l'Académie américaine des arts et des sciences en 1999  et de l'American Philosophical Society en 2006 . Elle a reçu un prix Mellon Distinguished Achievement dans les sciences humaines en 2002 . 

## Œuvres (sélection)
- The Variety of Values: Essays On Morality, Meaning, And Love (La variété des valeurs: essais sur la moralité, le sens et l'amour) Oxford University Press, 2014;  (ISBN 0195332814)
- Understanding Love: Philosophy, Film, And Fiction (Comprendre l'amour: philosophie, film et fiction ; avec Christopher Grau), Oxford University Press, 2013;  (ISBN 0195384504)
- Meaning in Life and Why It Matters (Le sens dans la vie et pourquoi ça compte), Princeton University Press, 2012;  (ISBN 9780691154503)
- Wolf and Stanley on Environmental Law (Wolf et Stanley sur le droit de l'environnement ; avec Neil Stanley), Cavendish Publishing, 2010;  (ISBN 0415418461)
- Freedom Within Reason (La liberté dans les limites de la raison), Oxford University Press, 1994;  (ISBN 0195085655)